# Leopold Kindermanns villa
Leopold Kindermanns villa (polsk Willa Leopolda Kindermanna) ligger ved Wólczańskagaden 31/32 i Łódź. Bygningen regnes for at være et af de bedste eksempler på art nouveau i Polen, og kaldes også for "den polske art nouveaus perle".
Villaen blev bygget i 1903 efter tegninger af Gustaw Landau-Gutenteger til Leopold Kindermann og hans kone Laura. I dag huser bygningen Miejska Galeria Sztuki (Byens kunstgalleri). 
Bygningen har mansardtag. Elevationen præges af småtårn og karnapvinduer og er rigt udsmykket med plantemotiver: kastanje- og æbletræsblade, solsikker og druefrugter. Elevationens murpuds præsenterer forskjellige farvenuancer. Enkelte af vinduerne, som for øvrigt alle er forskellige, er dækket med dekorative, bølgende gitre. En æbletræsformet portikus fører til villaens hovedindgang. Bygningens indre er også bevaret i sin oprindelige form, og prydes af stukdekorationer (roser, iriser og valmueblomster) i art nouveau. I hallen og salonen findes desuden vakre glasmalerier.

## Galleri
- Leopold Kindermanns villa
- Leopold Kindermanns villa
- Leopold Kindermanns villa
- Leopold Kindermanns villa
- Leopold Kindermanns villa

51°46′9.16″N 19°27′6.09″Ø / 51.7692111°N 19.4516917°Ø